# Ланцетник європейський
Ланцетник європейський (Branchiostoma lanceolatum) — вид ланцетників. Модельний організм, що використовується для вивчення еволюційного розвитку хребетних. Вид занесений до Червоної книги Чорного моря. 

## Поширення
Поширений на північному сході Атлантичного океану вздовж європейського узбережжя від Норвегії (приблизно 67° пн. ш.) на південь до Середземного моря і на схід до Чорного моря. Через Суецький канал вид поширився до північних частин Індійського океану та узбережжя Східної Африки. Трапляється в узбережних водах від зони припливу до 40 м глибини.

## Опис
Тіло рибоподібної форми, завдовжки до 5 см. Забарвлення варіюється від жовтувато-рожевого до білувато-сірого кольору. Статеві залози видно з обох боків тіла з 58-62 міотомами. Ця тварина не має черепа і не має диференційованого мозку чи щелеп, а ендоскелет дуже простий для хребетних. У ланцетника нервова система, утворена спинною хордою, яка не захищена хребцями. У передній частині вона трішки потовщена, утворюючи так званий мозковий міхур. Над ним розташований нервовий канатик з одним лобовим оком. Рот розташований на нижній стороні тіла і оточений пучком з 20 або 30 тонкими чутливими придатками. Кишка проходить трохи нижче хорди від рота до заднього проходу, перед хвостом. Навколо загостреного хвоста є вертикальний плавець, схожий на лоскут. Дихання відбувається крізь зяброві щілини в середній частині тіла.

## Спосіб життя
Мешкає на мілководді на піщаному, гальковому або мергелевому дні. Під час годівлі задня частина тіла тварини занурена в субстрат, оголена лише голова і придатки навколо рота, якими ланцетник харчується. Він створює міні-течії води, які тягнуть до нього планктон, і таким чином він може харчуватися.
У Північному морі розмноження відбувається в червні-липні. Дорослі особини, віком від 2 до 3 років, збираються масами на дні моря. Особини гермафродитні і нерестяться один раз на рік. Яйця відкладаються у товщу води і відбувається зовнішнє запліднення. Ранні личинкові стадії проходять у субстраті, але трохи пізніше личинки стають пелагічними. Вони подовжені і сплощені з боків і мають набряклу ділянку навколо зябрових щілин. Число цих щілин від 6 до 19, кількість яких збільшується, коли личинка проходить різні стадії. Личинки здійснюють вертикальну добову міграцію. Щовечора вони піднімаються майже до поверхні моря, а вранці опускаються крізь товщу води, харчуючись фітопланктоном, веслоногими рачками і детритом. Перебуваючи у поверхневих водах, вони дрейфують за течією. Личинкова стадія триває до 200 днів.

## Охорона
Вид занесений до Червоної книги Чорного моря (охоронна категорія: вразливий в українському секторі моря).